# لويس إيريرا
لويس إيريرا (بالإسبانية: Luis Herrera)‏ مواليد 4 مايو 1961 في كولومبيا، هو دراج كولومبي سابق في صنف سباق الدراجات على الطريق.

## سباقات أو مراحل فاز بها
- طواف فرنسا
- طواف إسبانيا
- طواف إيطاليا

## روابط خارجية
- لويس إيريرا على موقع أرشيف الدراجات (الإنجليزية)
- لويس إيريرا على موقع إحصائيات الدراجات الإحترافية (الإنجليزية)
- لويس إيريرا على موقع CycleBase (الإنجليزية)